# Afneopinos
Afneopinos (Aphneopini) é uma tribo de coleópteros da subfamília Cerambycinae.

## Sistemática
- Ordem Coleoptera
  - Subordem Polyphaga
    - Infraordem Cucujiformia
      - Superfamília Chrysomeloidea
        - Família Cerambycidae
          - Subfamília Cerambycinae
            - Tribo Aphneopini
              - Gênero Aphneope
              - Gênero Calaphneope
              - Gênero Gnomodes
              - Gênero Zoedia
              - Gênero Zorion